# Wise Guys/Diskografie
Diese Diskografie ist eine Übersicht über die musikalischen Werke der deutschen A-Cappella-Band Wise Guys. Den Quellenangaben und Schallplattenauszeichnungen zufolge hat sie bisher mehr als 500.000 Tonträger verkauft. Ihre erfolgreichste Veröffentlichung ist das elfte Studioalbum Zwei Welten – A Cappella mit über 100.000 verkauften Einheiten und Top-10-Platzierungen in Deutschland und Österreich.

## Alben

### Studioalben
| Jahr | Titel                               | Höchstplatzierung, Gesamtwochen, AuszeichnungChartplatzierungen (Jahr, Titel, Platzierungen, Wochen, Auszeichnungen, Anmerkungen) | Höchstplatzierung, Gesamtwochen, AuszeichnungChartplatzierungen (Jahr, Titel, Platzierungen, Wochen, Auszeichnungen, Anmerkungen) | Höchstplatzierung, Gesamtwochen, AuszeichnungChartplatzierungen (Jahr, Titel, Platzierungen, Wochen, Auszeichnungen, Anmerkungen) | Anmerkungen                                                | [↑]: gemeinsam behandelt mit vorhergehendem Eintrag; [←]: in beiden Charts platziert |
| Jahr | Titel                               | DE | AT | CH | Anmerkungen                                                |                                                                                      |
| ---- | ----------------------------------- | --- | --- | --- | ---------------------------------------------------------- | ------------------------------------------------------------------------------------ |
| 1994 | Dut-Dut-Duah!                       | — | — | — | Erstveröffentlichung: 1994                                 |                                                                                      |
| 1996 | Haarige Zeiten                      | — | — | — | Erstveröffentlichung: 1996                                 |                                                                                      |
| 1997 | Alles im grünen Bereich             | — | — | — | Erstveröffentlichung: 29. August 1997                      |                                                                                      |
| 1999 | Skandal                             | — | — | — | Erstveröffentlichung: 1999                                 |                                                                                      |
| 2001 | Ganz weit vorne                     | DE49 (3 Wo.)DE | — | — | Erstveröffentlichung: 27. August 2001                      |                                                                                      |
| 2003 | Klartext                            | DE10 (8 Wo.)DE | — | — | Erstveröffentlichung: 17. Februar 2003                     |                                                                                      |
| 2004 | Wo der Pfeffer wächst               | DE13 Gold · (11 Wo.)DE | — | — | Erstveröffentlichung: 8. November 2004 Verkäufe: + 100.000 |                                                                                      |
| 2006 | Radio                               | DE3 Gold · (15 Wo.)DE | — | — | Erstveröffentlichung: 5. Mai 2006 Verkäufe: + 100.000      |                                                                                      |
| 2008 | Frei!                               | DE2 Gold · (26 Wo.)DE | AT67 (1 Wo.)AT | — | Erstveröffentlichung: 15. Februar 2008 Verkäufe: + 100.000 |                                                                                      |
| 2010 | Klassenfahrt                        | DE2 Gold · (19 Wo.)DE | AT48 (2 Wo.)AT | — | Erstveröffentlichung: 29. Januar 2010 Verkäufe: + 100.000  |                                                                                      |
| 2012 | Zwei Welten – A Cappella            | DE3 Gold · (29 Wo.)DE | AT5 (3 Wo.)AT | CH45 (1 Wo.)CH | Erstveröffentlichung: 25. Mai 2012 Verkäufe: + 100.000     |                                                                                      |
| 2012 | Zwei Welten – Instrumentiert[DE: ↑] | DE3 Gold · (29 Wo.)DE | AT58 (1 Wo.)AT[CH: ↑] | CH45 (1 Wo.)CH | Erstveröffentlichung: 14. September 2012                   |                                                                                      |
| 2014 | Achterbahn                          | DE2 (13 Wo.)DE | AT17 (1 Wo.)AT | CH37 (1 Wo.)CH | Erstveröffentlichung: 26. September 2014                   |                                                                                      |
| 2015 | Läuft bei euch                      | DE6 (7 Wo.)DE | AT22 (1 Wo.)AT | — | Erstveröffentlichung: 4. September 2015                    |                                                                                      |

### Livealben
| Jahr | Titel        | Höchstplatzierung, Gesamtwochen, AuszeichnungChartplatzierungen (Jahr, Titel, Platzierungen, Wochen, Auszeichnungen, Anmerkungen) | Höchstplatzierung, Gesamtwochen, AuszeichnungChartplatzierungen (Jahr, Titel, Platzierungen, Wochen, Auszeichnungen, Anmerkungen) | Höchstplatzierung, Gesamtwochen, AuszeichnungChartplatzierungen (Jahr, Titel, Platzierungen, Wochen, Auszeichnungen, Anmerkungen) | Anmerkungen                           |
| Jahr | Titel        | DE | AT | CH | Anmerkungen                           |
| ---- | ------------ | --- | --- | --- | ------------------------------------- |
| 2000 | Live         | DE93 (1 Wo.)DE | — | — | Erstveröffentlichung: 21. August 2000 |
| 2016 | Live in Wien | DE22 (2 Wo.)DE | AT58 (1 Wo.)AT | — | Erstveröffentlichung: 25. März 2016   |

### Kompilationen
| Jahr | Titel              | Höchstplatzierung, Gesamtwochen, AuszeichnungChartplatzierungen (Jahr, Titel, Platzierungen, Wochen, Auszeichnungen, Anmerkungen) | Höchstplatzierung, Gesamtwochen, AuszeichnungChartplatzierungen (Jahr, Titel, Platzierungen, Wochen, Auszeichnungen, Anmerkungen) | Höchstplatzierung, Gesamtwochen, AuszeichnungChartplatzierungen (Jahr, Titel, Platzierungen, Wochen, Auszeichnungen, Anmerkungen) | Anmerkungen                             |
| Jahr | Titel              | DE | AT | CH | Anmerkungen                             |
| ---- | ------------------ | --- | --- | --- | --------------------------------------- |
| 2016 | Das Beste komplett | DE33 (3 Wo.)DE | — | — | Erstveröffentlichung: 18. November 2016 |

Weitere Kompilationen
- 2012: Zwei Welten komplett
- 2013: Das Beste 1999–2010

### EPs
| Jahr | Titel                 | Höchstplatzierung, Gesamtwochen, AuszeichnungChartplatzierungen (Jahr, Titel, Platzierungen, Wochen, Auszeichnungen, Anmerkungen) | Höchstplatzierung, Gesamtwochen, AuszeichnungChartplatzierungen (Jahr, Titel, Platzierungen, Wochen, Auszeichnungen, Anmerkungen) | Höchstplatzierung, Gesamtwochen, AuszeichnungChartplatzierungen (Jahr, Titel, Platzierungen, Wochen, Auszeichnungen, Anmerkungen) | Anmerkungen                                           |
| Jahr | Titel                 | DE | AT | CH | Anmerkungen                                           |
| ---- | --------------------- | --- | --- | --- | ----------------------------------------------------- |
| 2013 | Mein Herz macht Bumm! | DE36 (1 Wo.)DE | — | — | Erstveröffentlichung: 21. Juni 2013 feat. Aggro Hürth |

## Singles
| Jahr | Titel Album                      | Höchstplatzierung, Gesamtwochen, AuszeichnungChartplatzierungen (Jahr, Titel, Album, Platzierungen, Wochen, Auszeichnungen, Anmerkungen) | Höchstplatzierung, Gesamtwochen, AuszeichnungChartplatzierungen (Jahr, Titel, Album, Platzierungen, Wochen, Auszeichnungen, Anmerkungen) | Höchstplatzierung, Gesamtwochen, AuszeichnungChartplatzierungen (Jahr, Titel, Album, Platzierungen, Wochen, Auszeichnungen, Anmerkungen) | Anmerkungen                              |
| Jahr | Titel Album                      | DE | AT | CH | Anmerkungen                              |
| ---- | -------------------------------- | --- | --- | --- | ---------------------------------------- |
| 2001 | Jetzt ist Sommer Ganz weit vorne | DE78 (2 Wo.)DE | — | — | Erstveröffentlichung: 28. Mai 2001       |
| 2004 | Früher Wo der Pfeffer wächst     | DE51 (5 Wo.)DE | — | — | Erstveröffentlichung: 24. Mai 2004       |
| 2005 | Weltmeister –                    | DE38 (8 Wo.)DE | — | — | Erstveröffentlichung: 19. September 2005 |
| 2012 | Lauter Zwei Welten               | DE49 (1 Wo.)DE | — | — | Erstveröffentlichung: 11. Mai 2012       |
| 2013 | Antidepressivum Achterbahn       | DE88 (1 Wo.)DE | — | — | Erstveröffentlichung: 26. Juli 2013      |

Weitere Singles
- 1996: (Die Frau hat) Rhythmus
- 1997: Alles Banane
- 1999: Nein, Nein, Nein
- 2000: Do You Believe (in Kölle Alaaf)
- 2000: Die Heldensage vom heiligen Ewald
- 2001: Höher Schneller Weiter
- 2001: Wenn sie tanzt
- 2002: Kinder
- 2006: Klinsi, warum hast du das getan?
- 2006: 1. FC Köln ist abgeschmiert (es tut so weh)
- 2007: Lebendig und kräftig und schärfer
- 2009: Mensch, wo bist du?
- 2010: Damit ihr Hoffnung habt
- 2011: Facebook
- 2012: Mach dein Ding!
- 2014: Brasil
- 2015: Gaunerkarriere
- 2015: The Career of a Crook
- 2015: Selfie
- 2015: Die wahren Helden
- 2016: Wir werden euch vermissen

## Videoalben und Musikvideos

### Videoalben
| Jahr | Titel             | Höchstplatzierung, Gesamtwochen, AuszeichnungChartplatzierungen (Jahr, Titel, Platzierungen, Wochen, Auszeichnungen, Anmerkungen) | Höchstplatzierung, Gesamtwochen, AuszeichnungChartplatzierungen (Jahr, Titel, Platzierungen, Wochen, Auszeichnungen, Anmerkungen) | Höchstplatzierung, Gesamtwochen, AuszeichnungChartplatzierungen (Jahr, Titel, Platzierungen, Wochen, Auszeichnungen, Anmerkungen) | Anmerkungen                                           |
| Jahr | Titel             | DE | AT | CH | Anmerkungen                                           |
| ---- | ----------------- | --- | --- | --- | ----------------------------------------------------- |
| 2009 | Live im Capitol a | DE26 (2 Wo.)DE | — | — | Erstveröffentlichung: 20. März 2009                   |
| 2016 | Live in Wien      | DE*DE | AT3 (1 Wo.)AT | — | Erstveröffentlichung: 25. März 2016 * siehe Livealbum |

Weitere Videoalben
- 2003: Wise Guys – Die DVD
- 2005: Wise Guys – Spezialnacht

### Musikvideos
| Jahr | Titel                     | Regisseur(e)     |
| ---- | ------------------------- | ---------------- |
| 2001 | Jetzt ist Sommer          |                  |
| 2004 | Früher                    | Robert Bröllochs |
| 2008 | Es ist nicht immer leicht | Daniel Fricke    |
| 2010 | Mittsommernacht bei IKEA  |                  |
| 2010 | Das ist der Hammer        | Guido Weiss      |
| 2011 | Facebook                  | Guido Weiss      |
| 2012 | Radio                     | Oliver Sommer    |
| 2012 | Deutsche Bahn             |                  |
| 2012 | Schönen guten Morgen      |                  |
| 2012 | Ohrwurm                   |                  |
| 2012 | Ich bin aus Hürth         |                  |
| 2012 | Sonnencremeküsse          |                  |
| 2013 | Antidepressivum           | Guido Weiss      |
| 2013 | Last Christmas            | Bernard Wedig    |
| 2014 | Achterbahn                |                  |
| 2014 | Ein dickes Ding           |                  |
| 2014 | Das Sägewerk Bad Segeberg |                  |
| 2014 | Ein Engel                 |                  |
| 2015 | Die wahren Helden         |                  |
| 2015 | Selfie                    |                  |
| 2015 | Teufelskreis              |                  |
| 2016 | Wir werden euch vermissen |                  |

## Statistik

### Chartauswertung
|                     | DE     | AT    | CH    |
| ------------------- | ------ | ----- | ----- |
| Nummer-eins-Alben   | DE—DE  | AT—AT | CH—CH |
| Top-10-Alben        | DE7DE  | AT1AT | CH—CH |
| Alben in den Charts | DE14DE | AT6AT | CH2CH |

|                       | DE    | AT    | CH    |
| --------------------- | ----- | ----- | ----- |
| Nummer-eins-Singles   | DE—DE | AT—AT | CH—CH |
| Top-10-Singles        | DE—DE | AT—AT | CH—CH |
| Singles in den Charts | DE5DE | AT—AT | CH—CH |

|                          | DE    | AT    | CH    |
| ------------------------ | ----- | ----- | ----- |
| Nummer-eins-Videoalben   | DE—DE | AT—AT | CH—CH |
| Top-10-Videoalben        | DE—DE | AT1AT | CH—CH |
| Videoalben in den Charts | DE—DE | AT1AT | CH—CH |

### Auszeichnungen für Musikverkäufe
Anmerkung: Auszeichnungen in Ländern aus den Charttabellen bzw. Chartboxen sind in ebendiesen zu finden.
| Land/RegionAuszeichnungen für Musikverkäufe (Land/Region, Auszeichnungen, Verkäufe, Quellen) | Gold     | Platin | Verkäufe | Quellen                           |
| -------------------------------------------------------------------------------------------- | -------- | ------ | -------- | --------------------------------- |
| Deutschland (BVMI)                                                                           | 5× Gold5 | —      | 500.000  | musikindustrie.de Einzelnachweise |
| Insgesamt                                                                                    | 5× Gold5 | —      |          |                                   |